# Výtvarná fotografie

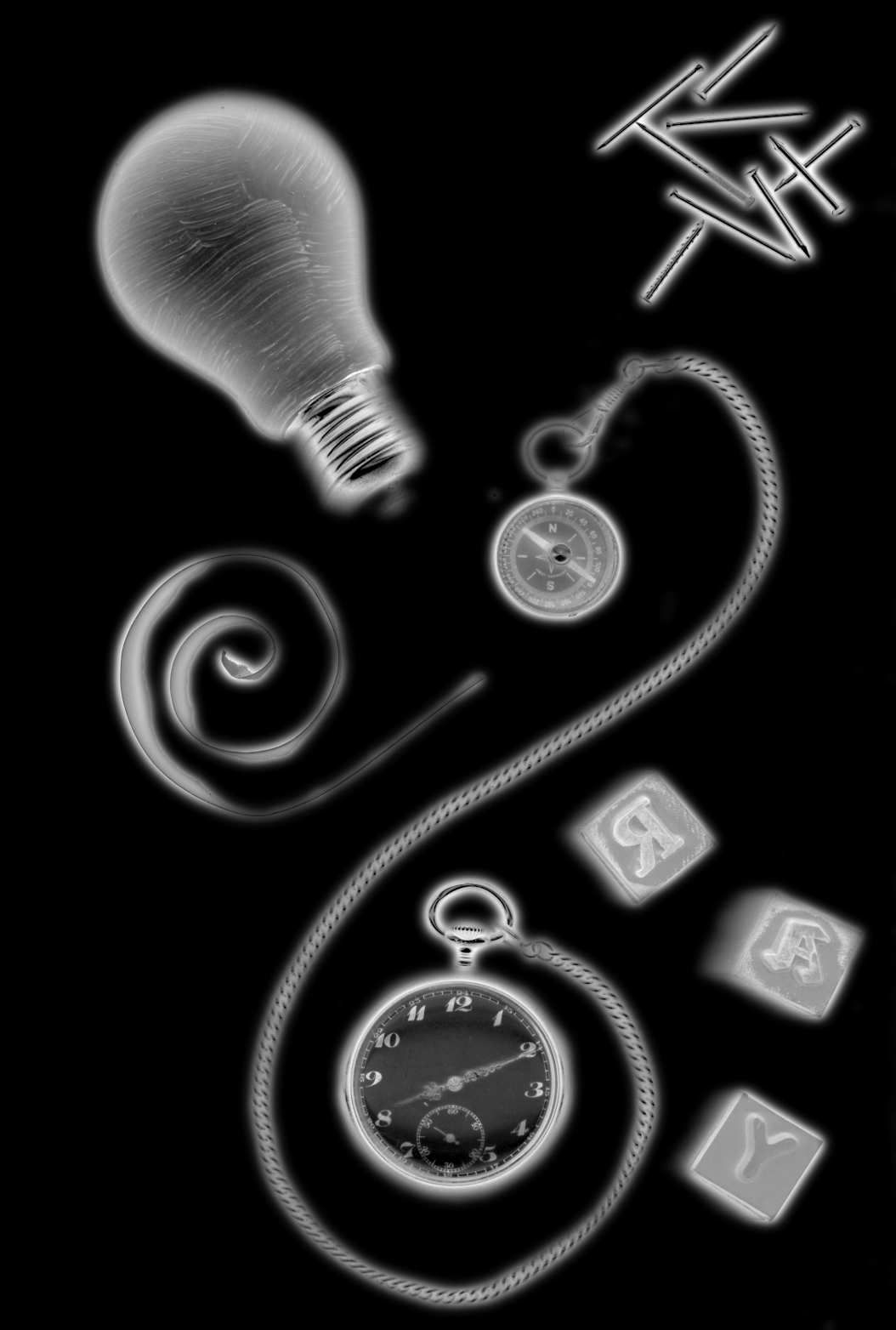
Fotogram inspirovaný Man Rayem

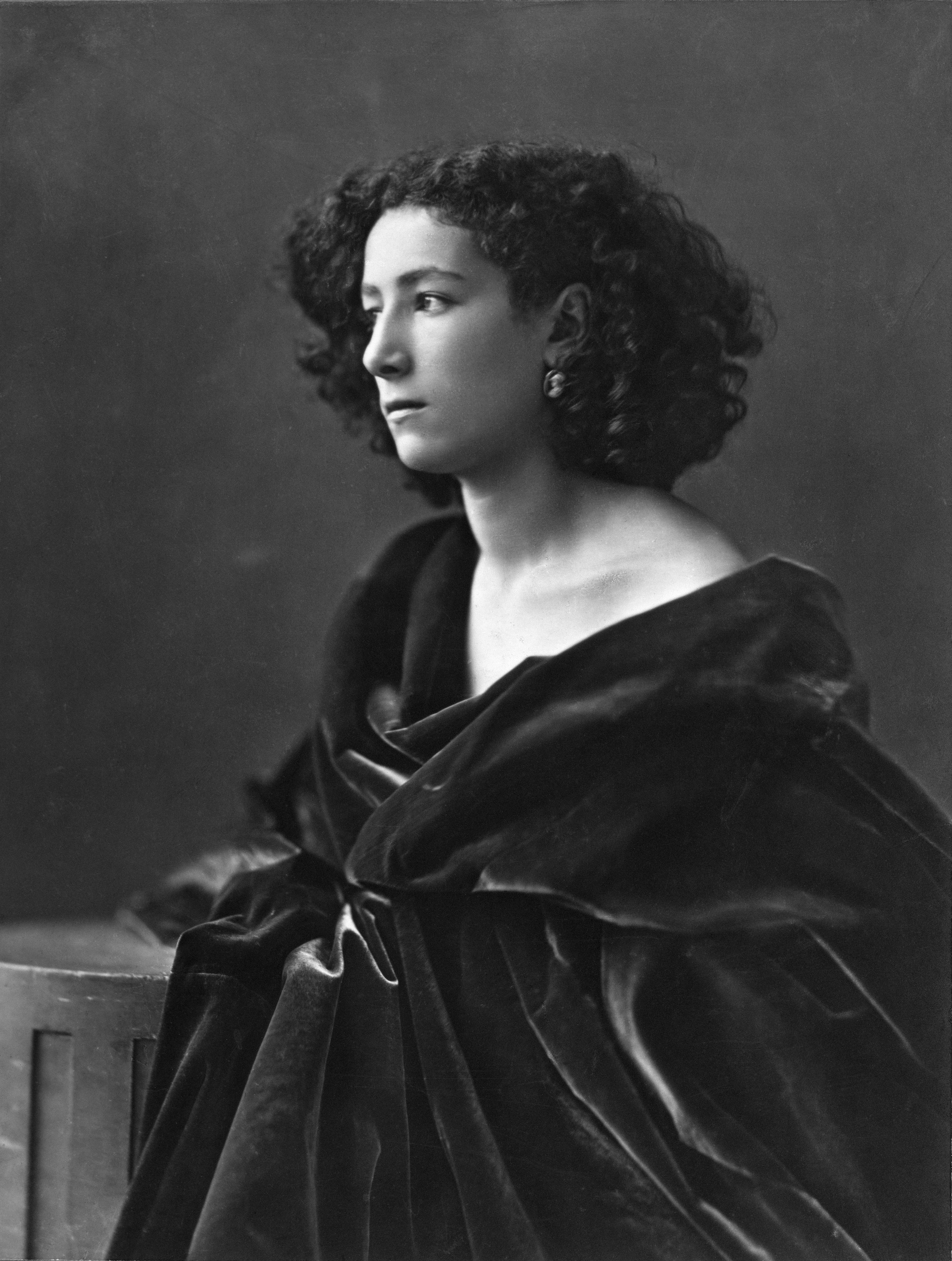
Félix Nadar, Sarah Bernhardt, charakteristický portrét, rok 1864

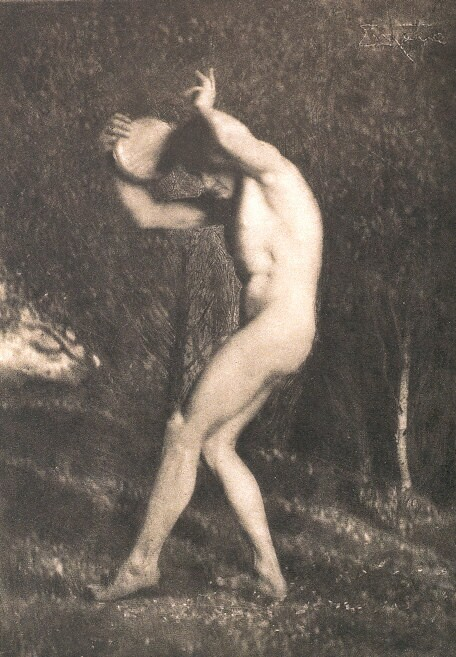
Frank Eugene: Mužský akt (1897)

Výtvarná fotografie je fotografický styl, který zahrnuje širokou škálu záběrů snímaných výtvarným způsobem. Jedná se převážně o fotografie, které byly vytvořeny ke splnění tvůrčí vize umělce. Výtvarná fotografie klade větší důraz na estetickou hodnotu snímku, než klade například informativní nebo dokumentární fotografie. Výtvarná fotografie stojí také v kontrastu s novinářskou a komerční fotografií. Fotožurnalisté vytvářejí snímky pro doplnění zpráv nebo článků v tištěných nebo internetových médiích a hlavním cílem komerční fotografie je prodání produktu nebo služby.

## Definice
S definicí termínu výtvarná fotografie bývají problémy. Neexistují žádné všeobecně přijaté definice pojmu "výtvarná fotografie" případně "umělecká fotografie", jak vyplývá z definic některých odkazovaných knih, akademických článků a internetu.

### Definice v knihách
Definice v některých odborných knihách:
| „                    | Jako jeden jediný Narcis vrhl se hnusný svět na pozorování svého triviálního obrazu, zachyceného na kov. Všechny nové obdivovatele slunce zachvátilo šílenství a zvláštní fanatismus... Poněvadž fotografický průmysl se stal úkrytem všech nepovedených malířů, příliš málo nadaných nebo příliš lenivých, aby dokončili svá studia, neslo toto všeobecné zaujetí nejenom rysy zaslepení, nýbrž také zabarvení pomsty... Jsem přesvědčen, že nesprávně použitý vývoj fotografie hodně přispěl, jako ostatně všechen hmotný vývoj vůbec, k ochuzení francouzského uměleckého génia, už tak dosti vzácného. Poesie a pokrok jsou davem ctižádostivců, kteří se nenávidí instinktivní nenávistí... Ať se fotografie stane služkou věd a umění, avšak služkou velmi pokornou, tak jako tisk nebo těsnopis, které ani netvoří ani nenahrazují literaturu. Bude-li jí dovoleno... zachvátit všechno co má hodnotu tím, že tomu člověk vdechuje duši, pak běda nám. | “ |
| — Charles Baudelaire | |   |

Výtvarná fotografie je…
- „… fotografie, která se považuje za výtvarné umění – to je vyjádření umělcových vjemů a emocí a jejich sdílení s ostatními.“[2]
- „… tato definice je nezachytitelná, ale když na ni fotografové poukazují, mají na mysli fotografie zveřejněné v časopisech, jako je například American Photo, Popular Photography, a Print, na výstavních salonech a výstavách. Výtvarná fotografie je prodejná.“[3]
- „… často používaný, ale poněkud vágní pojem. Myšlenkou je, že autor obrázku se zaměřil na něco víc než jen realističtější ztvárnění věci a pokusil se zprostředkovat osobní dojem.“[4]
- „… je obraz, který se produkuje za účelem prodeje nebo výstavy, spíše než aby reagoval na komerční poptávku.“[5]
- „… realizace fotografií, které splňují tvůrčí vize fotografa.“[6]
- „… eufemismus pro fotografii aktu.“[7]
- „… nebo také „dekorační fotografie“, „fotografický dekor“ nebo „dekorace zdi“ a také „zahrnuje prodej velkých fotografií... které mohou být použity jako umělecká ozdoba na zeď...“[3]

| „                  | ´Zda výsledky fotografie spadají do kategorie Umění, není podstatné´, napsal Strand; Moholy-Nagy označil za ´celkem nedůležité, zda fotografie ´vytváří umění či nikoli´. Fotografové, kteří dospěli ve čtyřicátých letech a později, umění troufale a otevřeně ignorují jako příliš vyumělkované. Obecně tvrdí, že nacházejí, zachycují, nestranně pozorují, poskytují svědectví, zkoumají sebe samé – cokoli kromě umění. | “ |
| — Susan Sonntagová | |   |

### Definice v akademických článcích

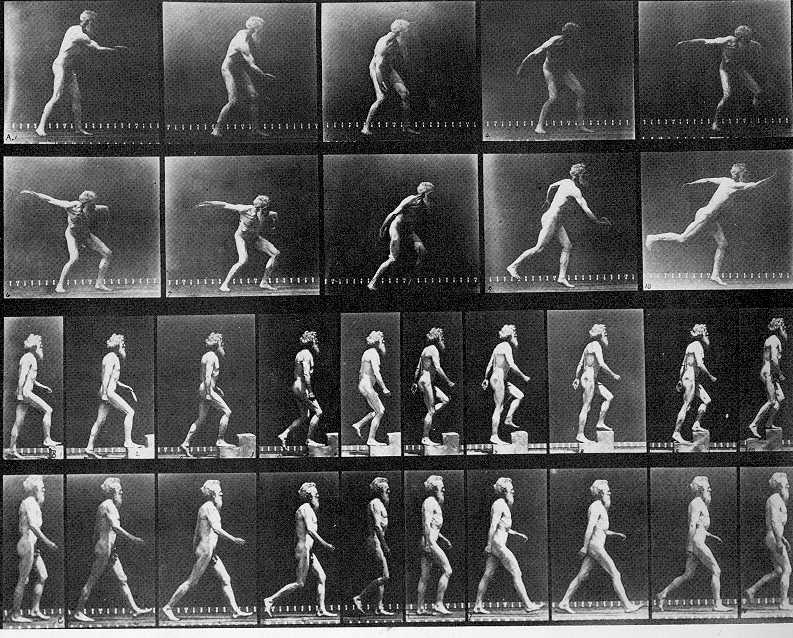
Eadweard Muybridge, autoportrét s diskem, chronofotografie

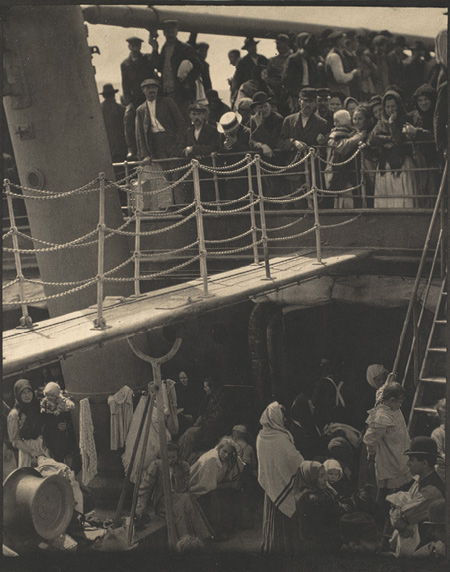
Alfred Stieglitz pořídil v roce 1907 fotografii nazvanou Mezipalubí při své cestě lodí z USA do Evropy a otiskl ji roku 1911 ve fotografickém časopise Camera Work. Snímek je považován za jeden z prvních nového moderního směru tzv. přímé fotografie, tedy realistické fotografie bez jakékoliv manipulace nebo zkreslení. Jedná se o jednu z jeho nejvýznamnějších fotografií, ceněnou zároveň jako jednu z největších všech dob, protože zachycuje v jediném obrazu informativní dokument své doby a zároveň jednu z prvních prací uměleckého modernismu.

Definice, které lze najít ve vědeckých článcích:
- Dvě studie, které zveřejnil Christopherson v roce 1974, definovaly „fotografy výtvarného umění“ jako „osoby, které vytvářejí a distribuují fotografie jako takzvané umění“.[8][9]
- V roce 1986 Schwartzova etnografická a historická studie přímo nedefinovala "výtvarnou fotografii", ale porovnávala ji se snímky fotografických klubů ((anglicky)camera club photography).[10] Zjistil také, že výtvarná fotografie se váže na ostatní média, jako je malba, ... a reaguje na svou vlastní historii a tradice (na rozdíl od jiných ...neusiluje o stejné úspěchy jako měly její předchůdci, má svůj vlastní slovník, tlumočí myšlenky, je inovativní, je osobní, je životním stylem a podílí se také na světovém obchodu.[10]

### Definice na internetu
Některé z definic, které lze nalézt na specializovaných internetových portálech jsou:
- Přední autority Kongresové knihovny (Library of Congress) označují pojem „umělecká fotografie“ nebo „fotografie výtvarná“ za výtvarné umění založené na estetické teorii.[11]. Přičemž aisthetikos znamená v řečtině vnímavost, cit pro krásu; a je to filosofická disciplína zabývající se krásnem, jeho působením na člověka, lidským vnímáním pocitů a dojmů z uměleckých i přírodních výtvorů. Existuje pak celá řada různých estetických pohledů na svět.
- V lexikonu Art & Architecture se uvádí, že "výtvarná fotografie" (preferovanější výraz) nebo "umělecká fotografie" je "hnutí v Anglii a ve Spojených státech, v době přibližně od roku 1890 do počátku 20. století, které prosazovaly různé estetické přístupy. Historicky je tento termín použit na všechny fotografie, jejichž záměrem je estetika, aby se nějakým způsobem odlišily od vědecké, obchodní, či novinářské; pro tento význam se používá termín 'fotografie'.[12].
- Definice výtvarné fotografie se podle fotografů soukromých webových stránek pohybuje od „výtvarného umění“, které je vytvořeno fotografickým přístrojem"[13] po "omezenou sérii fotografií, vytvořenou s použitím materiálů a technik, které umělce přežijí.[14].
- Diskuse o „výtvarné fotografii“ v diskusních skupinách Usenetu[15][16], internetových fórech[17][18], a specializovaných blozích[19][20] nedošly ke konsensu, pokud jde o definici tohoto pojmu.
- | „                                      | Dnes neexistuje fotografie A umění, nýbrž fotografie zkrátka JE rovnoprávním uměním. | “ |
| — Noemi Smolíková, výtvarná teoretička |                                                                                      |   |

### Možná interpretace podle fyziologie myšlení
Lidský mozek je značně diferencován na jednotlivé oblasti, které se věnují určité činnosti. Samotné mozkové hemisféry se věnují odlišnému způsobu myšlení. U pravorukých osob, levá hemisféra obstarává abstraktně pojmové myšlení, matematické myšlení a nachází se zde centrum řeči. Pravá hemisféra obstarává vnímání prostoru a to jak vlastního těla, tak svého okolí, komplexnější zpracování vizuálních dojmů a vnímání hudby. Jelikož se při myšlení uplatňují všechny poznávací procesy, je i využití jednotlivých oblastí mozku komplexní. Dalo by se tedy říci, že výtvarná fotografie je spíše produktem pravé hemisféry, kdežto informativní, popisná je dílem hemisféry levé.

## Historie
Podle tvrzení jednoho historika fotografie byla prvním „nejbližším pokusem o výtvarného umění“ komponovaná fotografie Johna Mayalla, který v roce 1851 vystavil svou daguerrotypii představující otčenáš.
Fotografování považoval za druh výtvarného umění sir John Herschel (1782–1871).
Úspěšné pokusy o výtvarnou fotografii lze najít ve Viktoriánském období (1837 – 1901) u autorů jako byli Julia Margaret Cameronová, Charles Lutwidge Dodgson, Oscar Gustave Rejlander a další. V USA se snažili o výtvarnou fotografii autoři jako Fred Holland Day, Alfred Stieglitz a Edward Steichen. Stieglitz je často zařazován do muzejních sbírek.
Vydavatel a nadšený amatérský fotograf Franz Goerke (1856–1931) byl v roce 1889 jedním ze zakladatelů spolku Freie Photographische Vereinigung v Berlíně. Jedním z cílů tohoto sdružení byla popularizace fotografie jako estetické umělecké formy. Po několika výstavách uspořádaných v roce 1896 vznikla myšlenka fotografického časopisu a o rok později vyšel první exemplář Die Kunst in der Photographie. Ve stejné době působil spolek Vídeňský trojlístek (1897–1903), do kterého patřili rakouští fotografové Heinrich Kühn, Hans Watzek a Hugo Henneberg. Hlásili se k piktorialismu a byli zastánci uznání fotografie jako uměleckého výrazového prostředku. Vylepšili kombinovanou techniku vícenásobné vrstvené gumy – gumotisk, což umožnilo dříve netušeným způsobem tvůrčí vliv na obraz a barevnou manipulaci. Výsledné tisky měly bohatou a zajímavou texturu a dávaly dojem prostorové hloubky. Pro jejich díla je často typická malířská neostrost, obzvláště u jejich náladových snímků krajin.
Skotský umělec a fotograf Robert Turnbull Macpherson fotografoval město Řím a jeho památky, dokonale skloubil obraz objektů v popředí s pozadím, všímal si průhledů skrze zříceniny a podobně. Dbal přitom na pečlivou kompozici scény, při které dokázal zachytit trojrozměrnou architekturu na dvourozměrné fotografické médium. Macpherson zdůrazňoval umělecké aspekty svých fotografií, v roce 1863 prohlásil: „Dodnes jsem byl fotografem, aniž bych měl pocit, že jsem tím opustil umění, nebo bych měl být zbaven svého nároku na titul umělce.“
Ve 20. letech dvacátého století používal Polák Jan Bułhak termín fotografika s cílem odlišit fotografy – umělce od fotografů – řemeslníků. Výraz byl vytvořen sloučením slov fotografia i grafika. Poprvé nové slovo Bułhak použil v roce 1927 v novinovém článku Emancypacja fotografii artystycznej w Polsce, ve kterém psal: Nastal čas, kdy v polské fotografii nastane koncepční rozdíl mezi řemeslníkem a umělcem. Ne proto, aby se snížila nebo diskvalifikovala spolehlivá a profesionální práce řemeslníka. Je to za účelem rozlišení druhové rozmanitosti a hierarchie umělce-fotografa a rehabilitovat jeho umění, aby se neztratilo jako zrnko písku v moři řemesel nebo luxusních obchodních hraček.. Aby umělec získal tento titul, musel podle Bułhaka spoléhat na kanovníky estetiky umění – hledat ideály v malířství a vzory v grafice. V praxi to znamenalo realizaci požadavků piktorialismu. Navzdory svému významu pro polskou fotografii, Bułhak a jeho piktorialistická fotografika byly již ve své době archaickým pojmem, v pozdější době jej zastoupil pojem výtvarná fotografie.
Až do konce roku 1970 převládalo několik žánrů, jako například akty, portréty a krajiny (především Ansela Adamse). V sedmdesátých a osmdesátých přišel průlom zahraničních „hvězdných“ umělců jako byli například Sally Mann a Robert Mapplethorpe.
Na počátku sedmdesátých let se trojice fotografů Joel Meyerowitz, Stephen Shore a William Eggleston stala první skupinou mladých umělců, kteří začali používat barevný materiál nejen v reportážní, ale zároveň také ve výtvarné fotografii. Eggleston byl dokonce v historii Muzea moderního umění (MoMA) v New Yorku první, kdo tam barevné fotografie vystavil. Dalo by se říci, že se reportážní fotografie stává v určitých případech zároveň výtvarnou.
Americké organizace jako například společnost Aperture a Muzeum moderního umění (MoMA) v New Yorku mají v archivu mnoho fotografií od autorů, kteří stáli a stojí na vrcholu výtvarného umění.

### Výtvarná fotografie v Dánsku
Od samého začátku se Dánové dohadovali o přesném umístění a úloze fotografie ve společnosti. V roce 1839 korunní princ Frederik společně s Ørstedem uložili Falbeho daguerrotypie na Královské dánské akademii věd a písemnictví a to navzdory skutečnosti, že vynálezce Daguerre byl umělec. V roce 1842 umělec Johan Frederik Møller odmítl grant od Královská dánské akademie výtvarných umění na studium fotografie ve Francii s odůvodněním, že to není umění. Fotografové nespadali ani do působnosti Akademie věd, ani pod Akademii výtvarných umění, ale byli považováni za manuální dělníky.
Zmatek pokračoval až do konce 19. století, kdy umělci začali používat fotografie jako pomůcky k malbě. Pozoruhodné příklady poskytuje například Peder Severin Krøyer, Jens Ferdinand Willumsen nebo Laurits Andersen Ring, kteří používali fotografie k tomu, aby získali více detailů a reality ve svých obrazech.
S příchodem fotografických společností jako Danske Kamera Piktorialister ve 30. letech 20. století začal růst tlak ze strany aktivistů, jako byl například H. B. J. Cramer, uznat fotografii jako uměleckou formu. Piktorialistické hnutí působilo až do 70. let. Jako protipól piktorialismu působil styl z 20. let nová věcnost. Pomalu dospěl až do Dánska, kde vyvrcholil v roce 1948, kdy Keldu Helmer-Petersen publikoval své abstraktní barevné studie v publikaci 122 barevných fotografií.
Kromě dvaceti spíše amatérských uměleckých fotografických akcí pořádaných Aagem Remfeldtem v letech 1946 až 1976 v Galerii Charlottenborg se uskutečnilo do 60. let v Dánsku jen několik málo fotografických výstav. Situace se začala zlepšovat v roce 1963, kdy Jesper Hom uspořádal výstavu v Dánském muzeu umění a designu fotografů z New Yorku, Moskvy a Paříže. Dalším pozitivním vlivem bylo vydání knížky Kelda Helmera-Petersena Fragments of a City s fotografiemi požárních únikových cest a výtvarných siluet jeřábů, které pořídil během studií na Institutu Designu v Chicagu. Některé z nich byly publikovány v časopise Perspectiv.
V zimě 1968–1969 Jens Juncker-Jensen uspořádal unikátní expozici Fotografiet som udtryksmiddel (Fotografie jako prostředek projevu), pro kterou sesbíral ten nejlepší materiál z několika fotografických knih svého času. Výstava přilákala nejen profesionální a amatérské fotografy, ale také architekty a televizní producenty. Materiál sloužil jako podklad pro šest televizních pořadů v následujících měsících. V nich se uskutečnila diskuse o fotografii jako o umělecké formě.
Na počátku 70. let pod vlivem Spojených států, kde se fotografie dostala jako obor na vysoké školy, se uskutečnila řada výstav, jako například New American Photography v galerii Bella Center. Ta ukazovala díla špičkových uměleckých fotografů z období 1950 až 1960 včetně takových jako byli Harry Callahan, Jerry Uelsmann a Diane Arbusová. Následně poté v roce 1973 byla v Kodani otevřena Galleriet for Creativ Fotografi (Galerie pro tvůrčí fotografii) a v roce 1977 byla otevřena galerie IMAGE v Aarhusu, která podporovala experimentální fotografii. Následné výstavy se zúčastnila krajinářská fotografka Kirsten Kleinová, průkopníci inscenované fotografie Nanna Bisp Büchert a Lis Steincke, stejně jako magický realista Per Bak Jensen.
Poté, co se v 90. letech stal Per Bak Hansen členem profesorského sboru na Dánské královské akademii výtvarných umění v Kodani, bylo jasné, že fotografie byla přijata jako umělecká forma. Na důkaz toho v říjnu 2004 poprvé v historii studenti a absolventi akademie představili své fotografie na výstavě v Galleri Asbæk v Kodani pod názvem Eye of the Beholder – et blik på portrættet.

## Politika

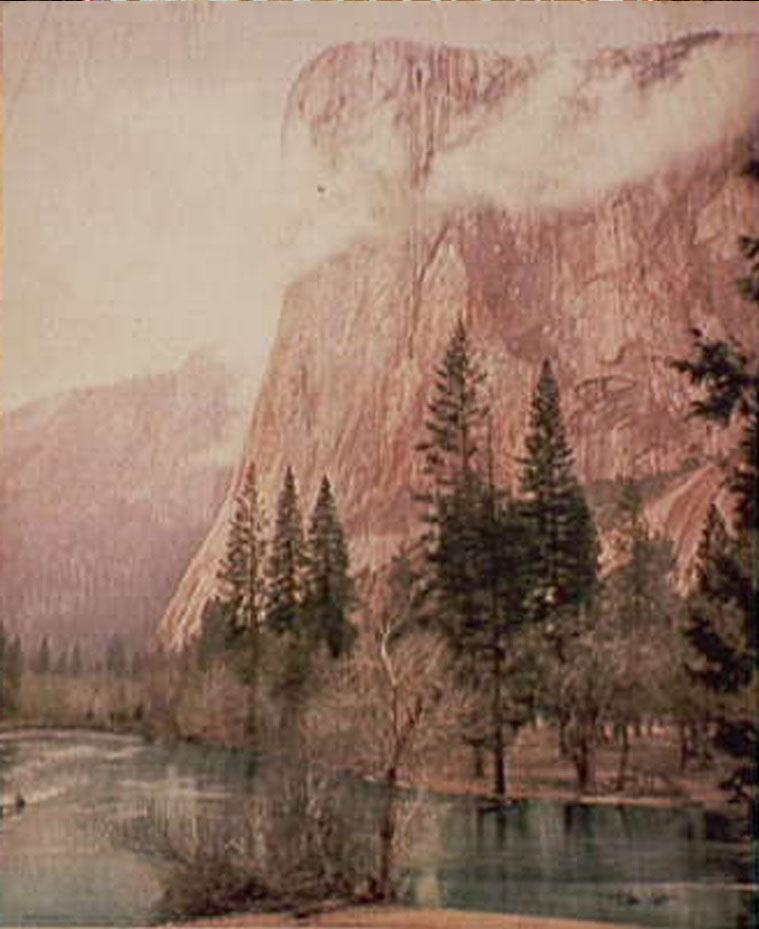
William Henry Jackson: El Capitan, Yosemitský národní park, 1899

Výtvarná fotografie je především výrazem umělcovy vize, ale současně může být použita k urychlení některých důsledků. Práce Ansela Adamse v Yosemitském národním parku a Yellowstone toho může být příkladem. Adams byl jedním z nejvíce uznávaných fotografů výtvarného umění 20. století a byl vášnivým propagátorem ochrany přírody. I když jeho hlavním cílem byla fotografie jako umění, některé jeho práce zvyšovalo povědomí veřejnosti o kráse Sierry Nevady a pomohl vybudovat politickou podporu pro jejich ekologickou ochranu.
Členem Haydenova geologického průzkumu z roku 1871, který vedl k vytvoření a uznání Yellowstonského národního parku byl také krajinářský fotograf William Henry Jackson. Dalšími členy expedice byl také malíř Thomas Moran a dva umělci úzce spolupracující na dokumentu regionu Yellowstone. Haydenova expedice objevovala neprozkoumané západní krajiny, popisovala rostliny, faunu a geologické podmínky. Jackson jako oficiální fotograf zachytil první fotografie legendárních památek Západu. Tyto fotografie hrály důležitou roli při přesvědčování Kongresu v roce 1872 k založení Yellowstonského národního parku – prvního národního parku v USA.
Série stereoskopických snímků Carletona Watkinse z Yosemitského údolí z roku 1860 pomohla ovlivnit kongres za účelem „rozhodnutí zřídit údolí jako národní park“ v roce 1864.
Fotografie měly rovněž vliv v oblasti práva a proti cenzuře svobodného projevu. Na veřejnosti však mohou mít potíže kvůli kontroverznímu zobrazování nahého těla nebo kvůli autorským právům.

## Výtvarná fotografie v různých oborech a směrech

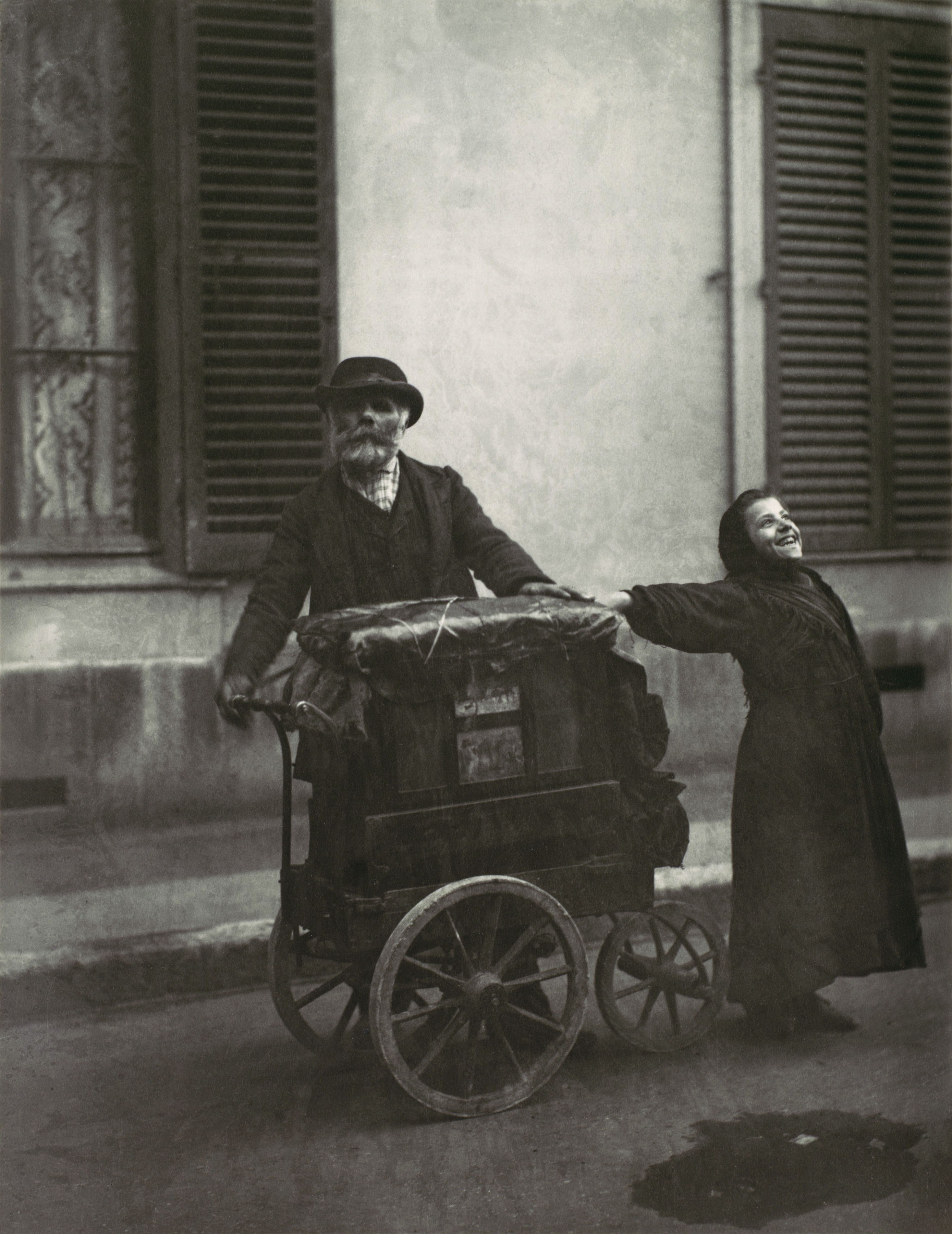
Eugène Atget, jedna z jeho nejznámějších dokumentárních fotografií: Flašinetář, 1898

### Časopisy
- Camera Work
- Camera Notes
- Die Kunst in der Photographie
- Life
- Amateur Photographer

### Galerie
Praha:
- Galerie Leica
- Galerie Langhans
- Galerie Josefa Sudka

Zahraničí:
- Moskevský dům fotografie
- Galerie 291

### Významní umělci
- Henri Cartier-Bresson
- William Eggleston
- Helmut Newton
- Jan Saudek
- Edward Steichen

## Experimentální fotografie

### Žánry
- Dadaismus
- Surrealismus

### Typické metody
- Fotogram
- Fotografika
- Chemogram

### Významní umělci
- László Moholy-Nagy
- Man Ray
- Christian Schad

## Fotokoláže a fotomontáže

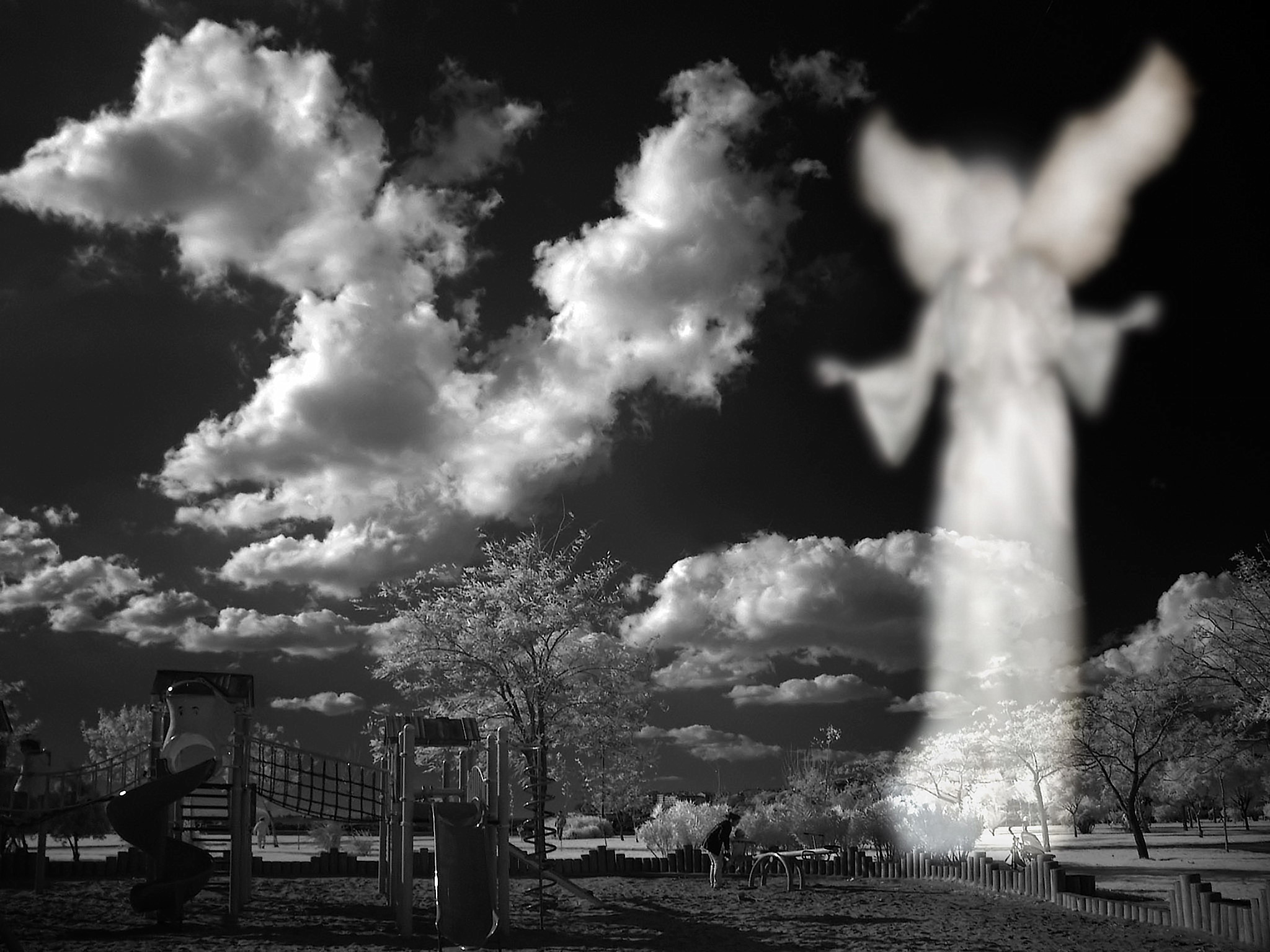
Fotomontáž

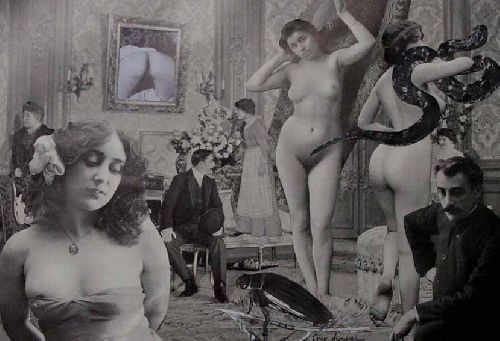
Fotokoláž

### Významní umělci
České země:
- Jaromír Funke
- Karel Teige
- Marie Stachová
- František Drtikol
- Ignác Šechtl
- Jaroslav Rössler
- Jindřich Štyrský
- Václav Chochola
- Eva Fuková
- Martin Stranka (* 1984)

Zahraničí:
- John Heartfield
- Alexandr Rodčenko
- Henry Peach Robinson
- Oscar Gustave Rejlander
- George Grosz
- Hannah Höch
- Edith Lechtape
- Annegret Soltau
- Klaus Staeck
- Eva M. Paar

## Výstavy
- The Family of Man (Lidská rodina) byla fotografická výstava, jejímž kurátorem byl Edward Steichen. Poprvé byla uspořádána roku 1955 v Muzeu moderního umění v New Yorku.
- Světová výstava fotografie

## Příklady

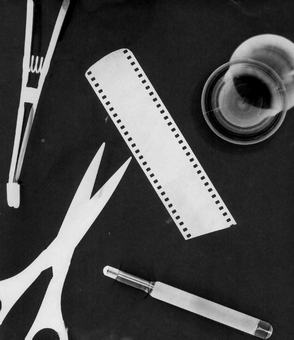
Fotogram podle Man Raye
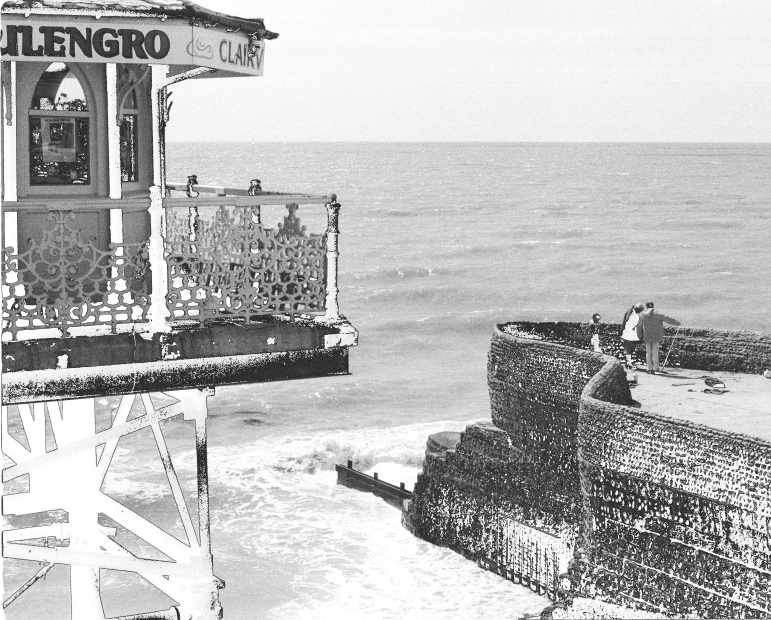
Sabatierův efekt
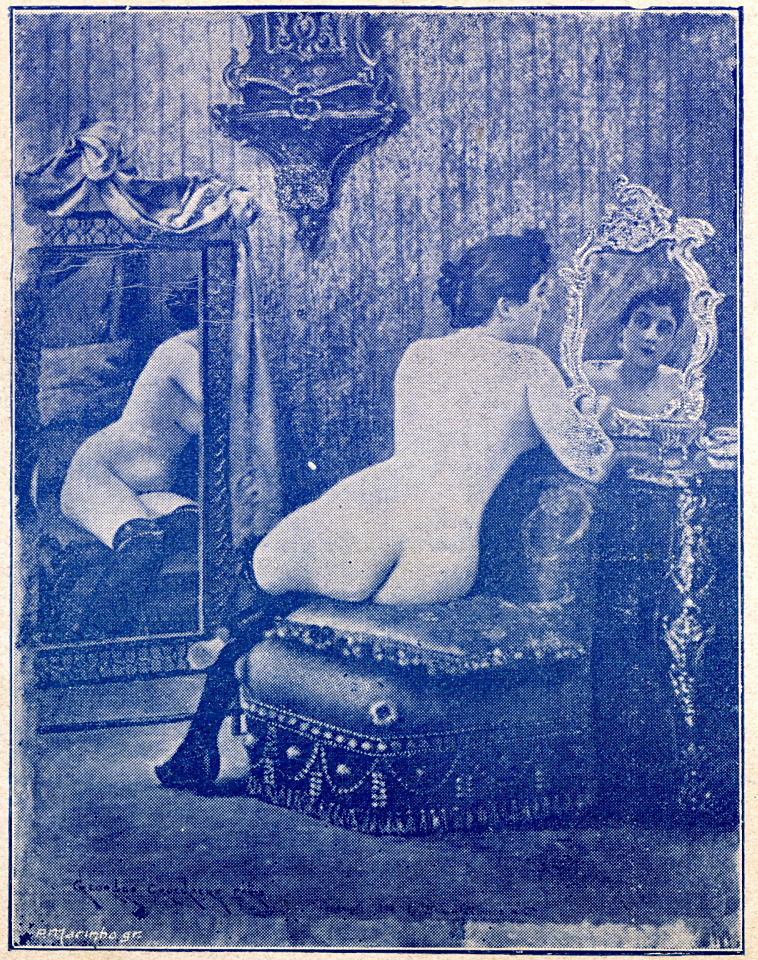
Akt, světlotisk
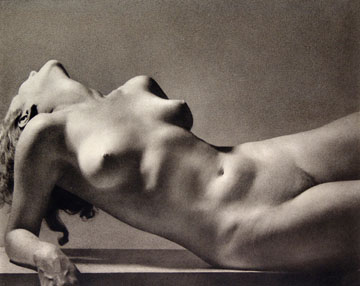
Rudolf Koppitz, akt, 1927
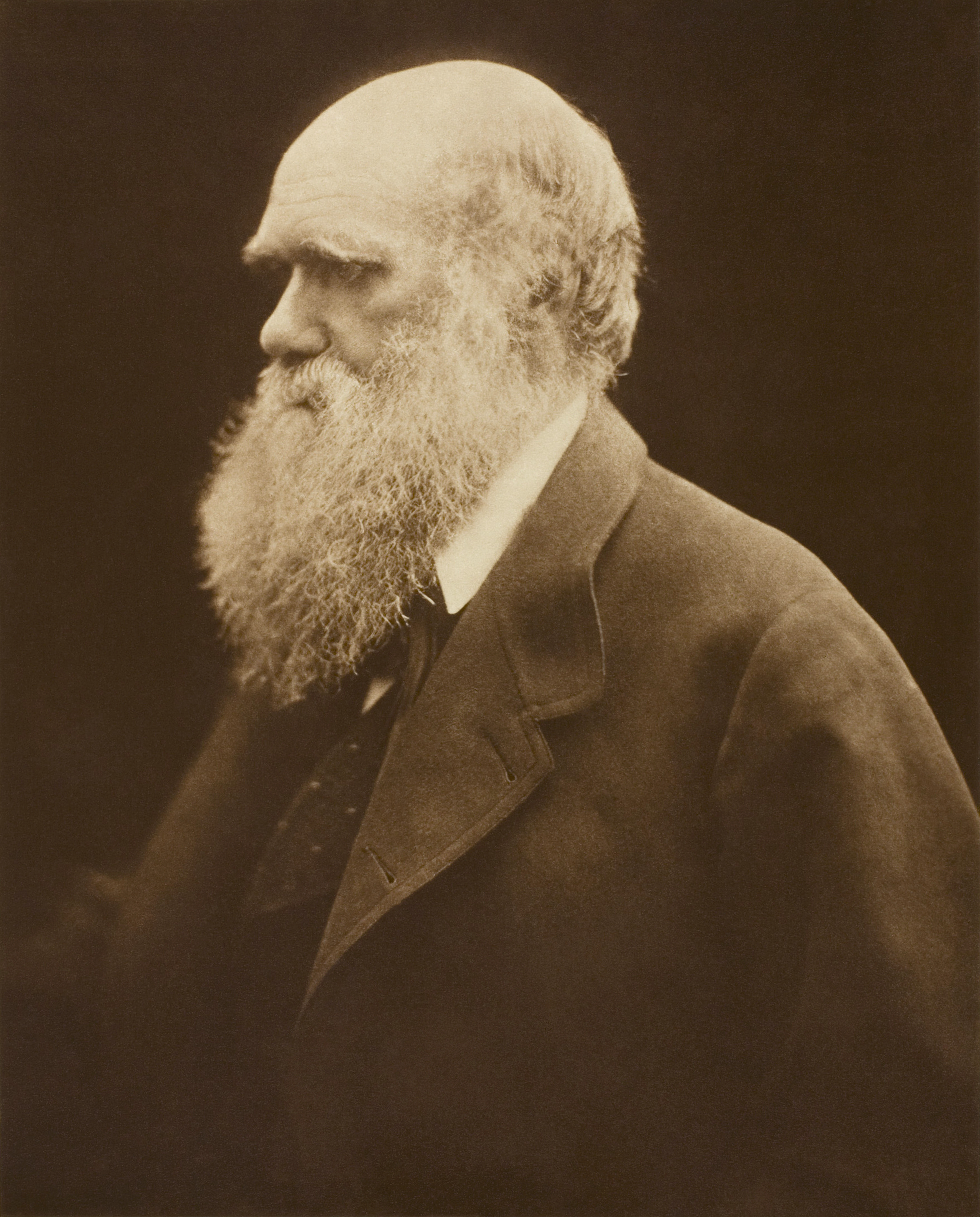
Julia Margaret Cameronová: Charles Darwin (1815–1879)
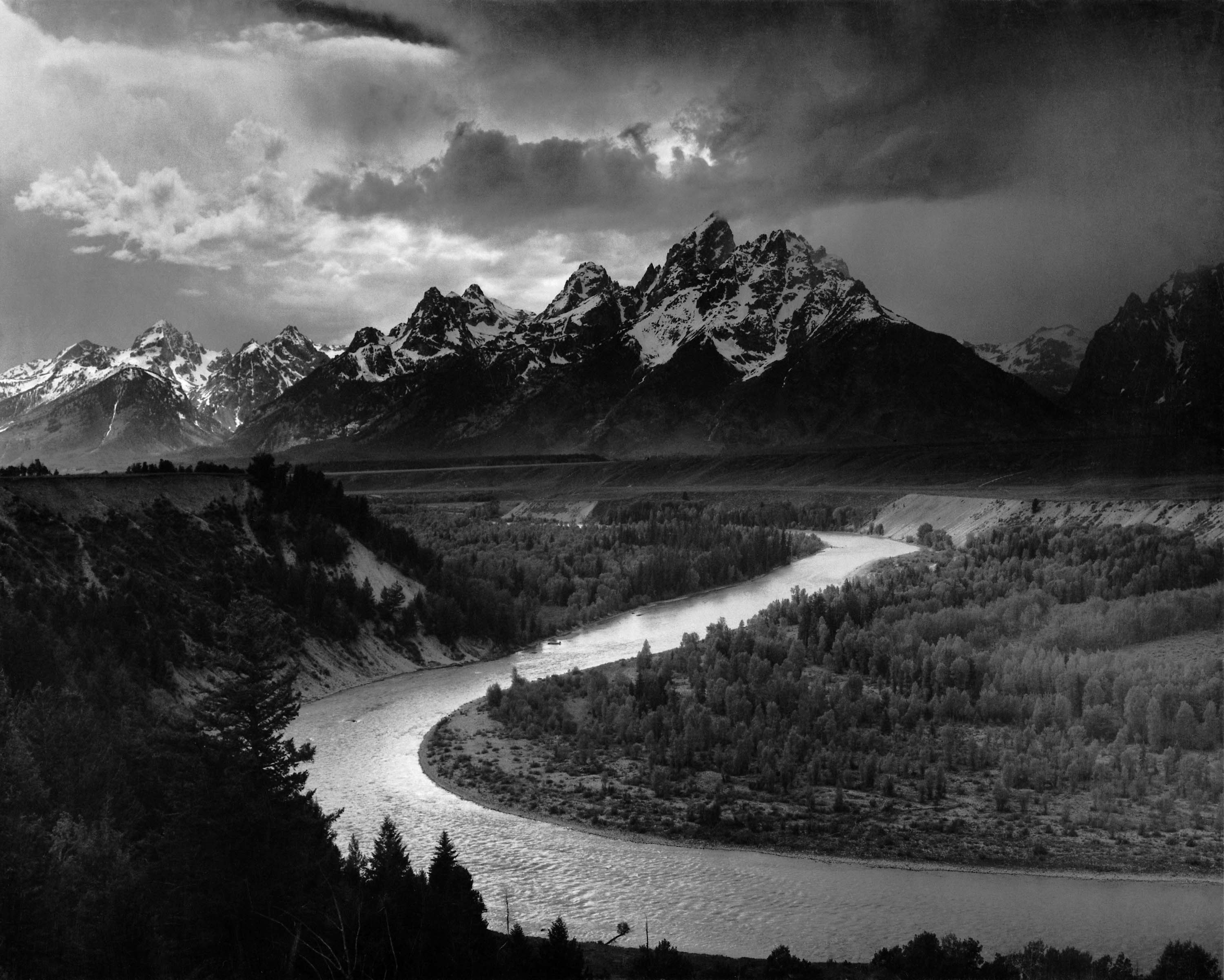
Výtvarná krajinářská fotografie, Ansel Adams (1902–1984): Tetonské hory a Hadí řeka
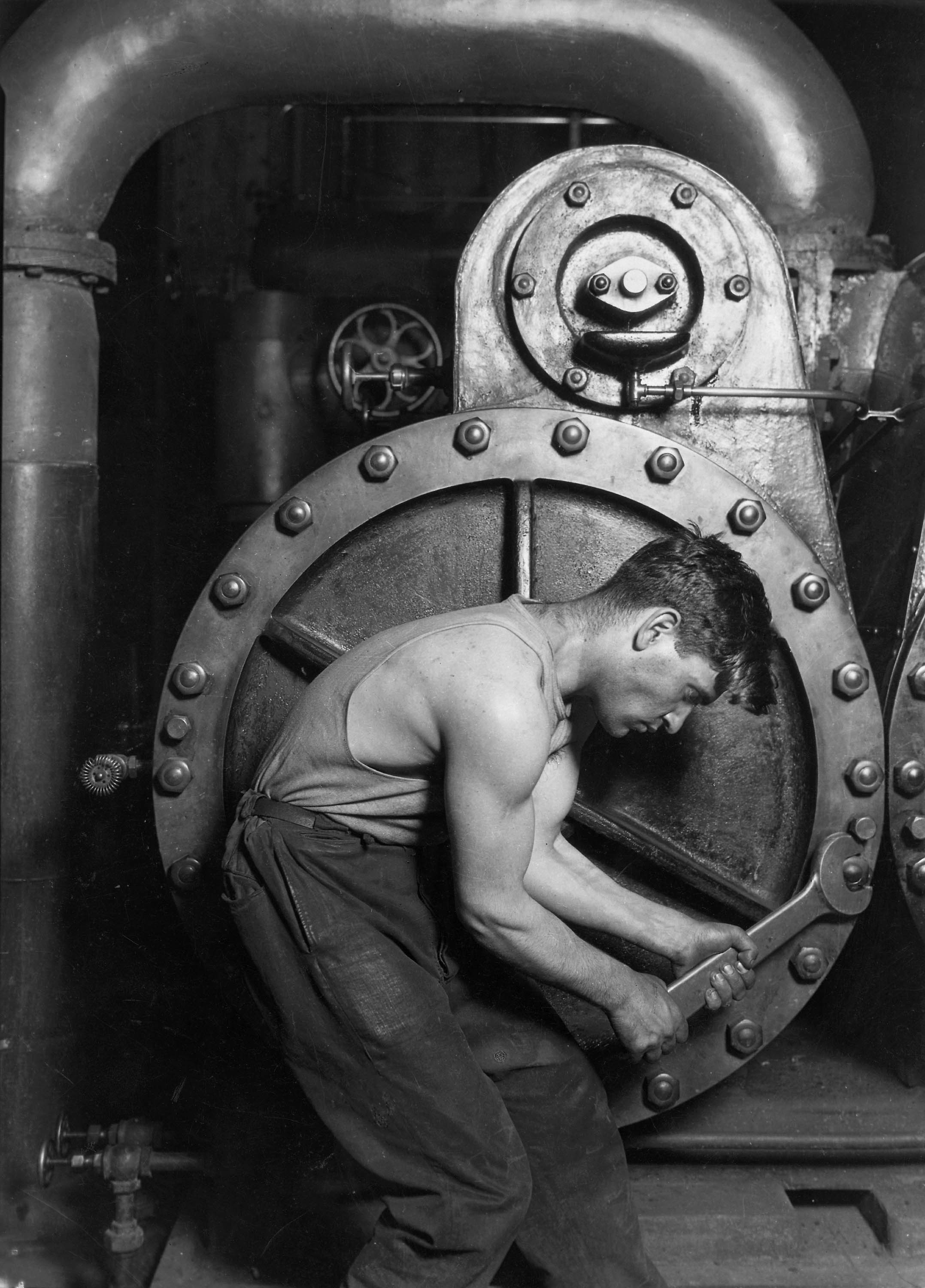
Reportážní fotografie, Lewis Hine (1874–1940)
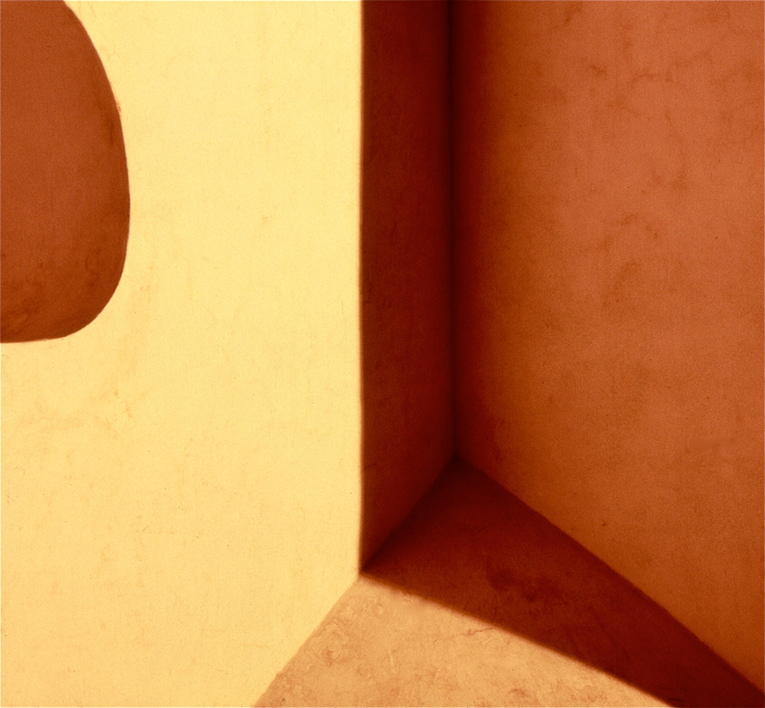
Augusto De Luca, (1980)
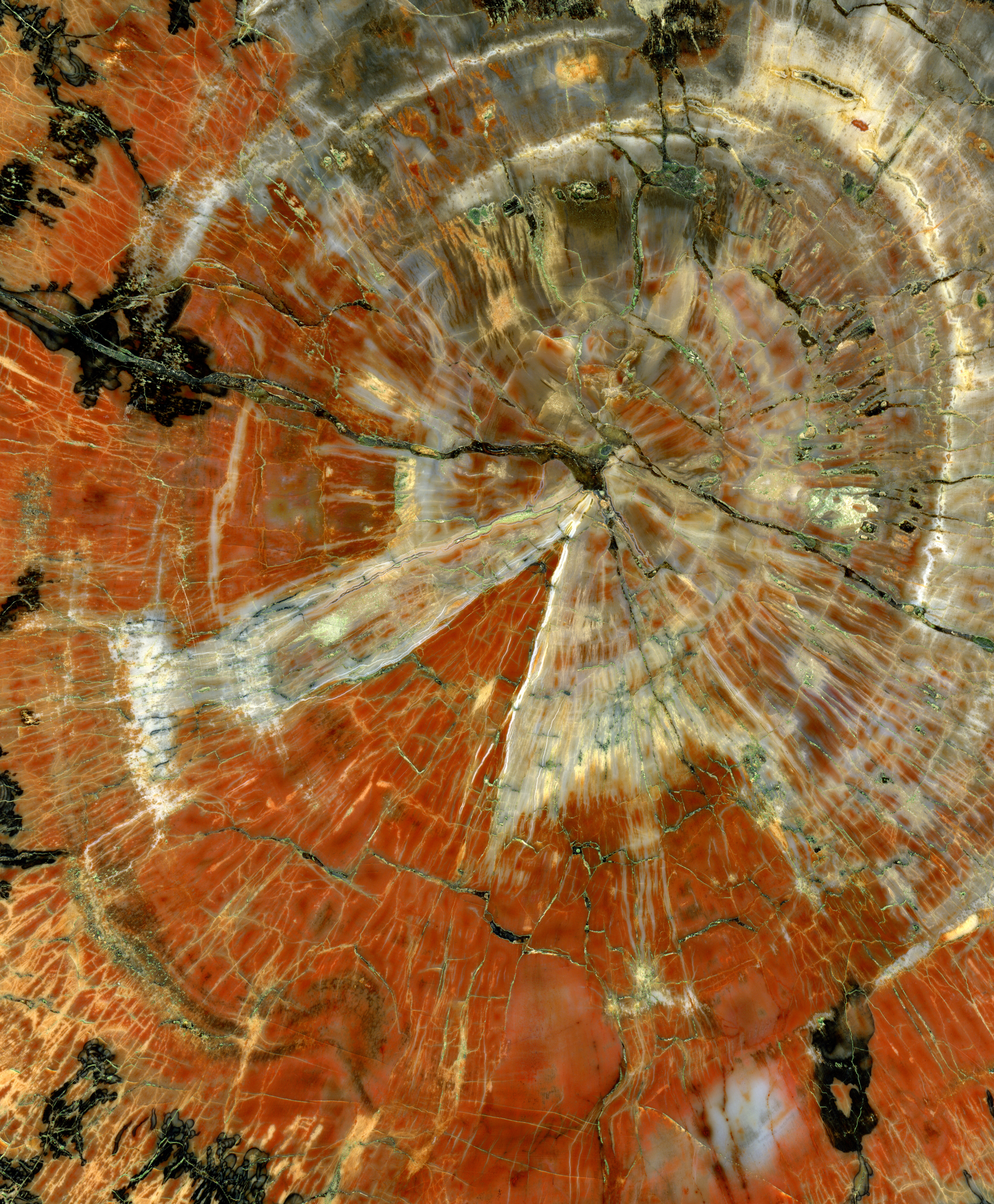
Zvětšený detail se může proměnit ve výtvarnou fotografii. Řez zkamenělým stromem z Arizony se stopami hmyzu, který žil před 230 miliony let v triasu
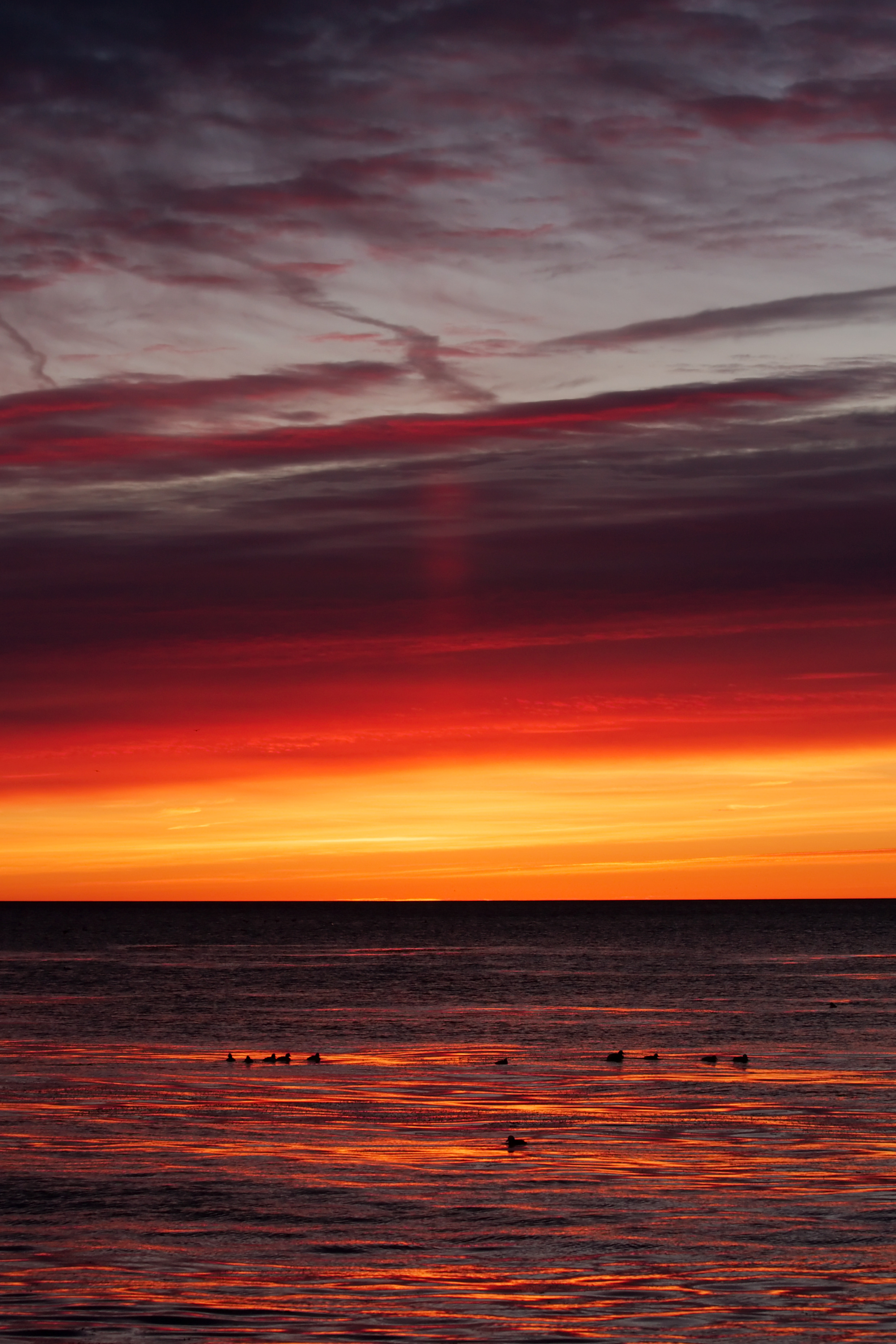
Východ slunce s výtvarným pojetím barev a střídáním světlých a tmavých ploch
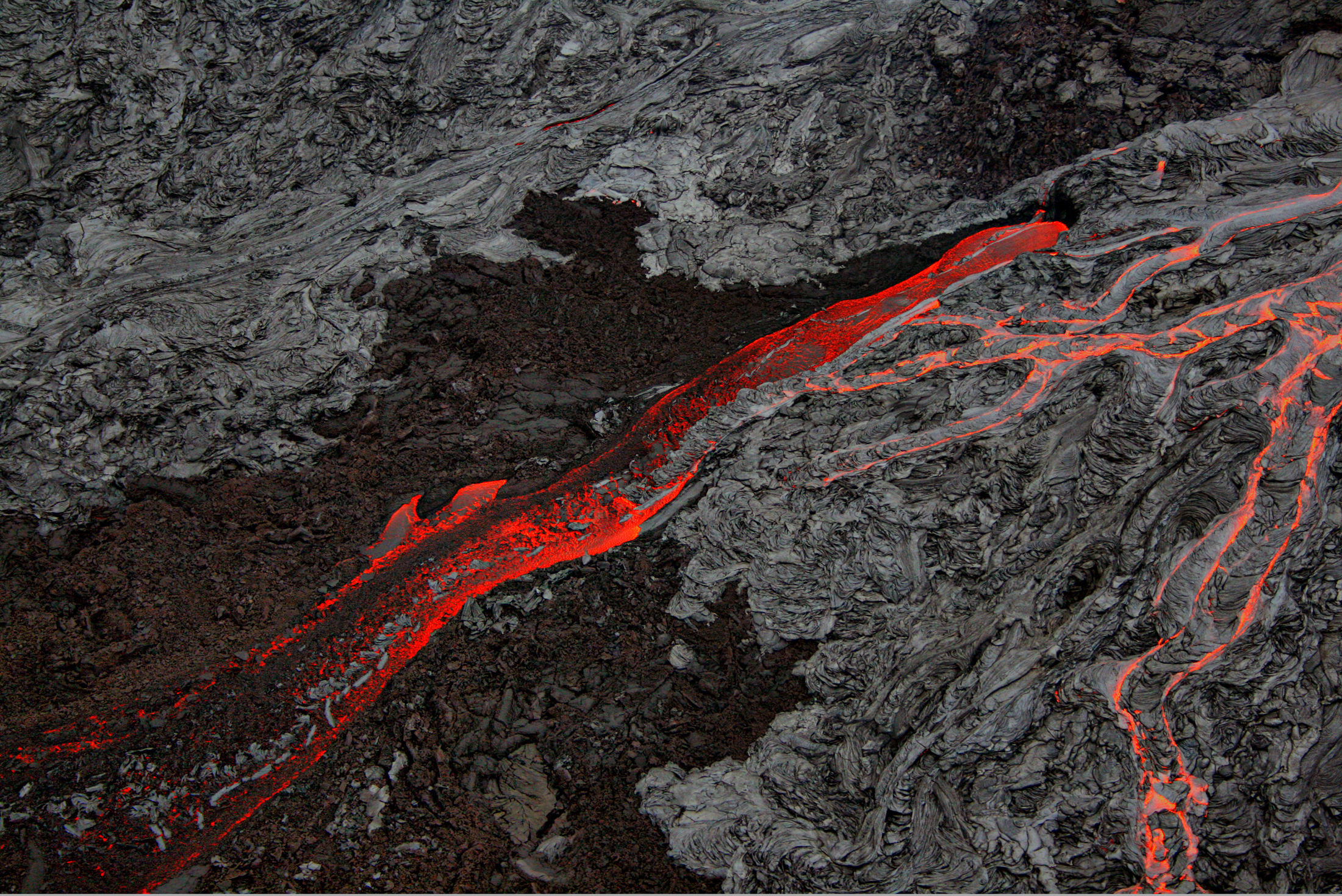
Provazovitá láva (tzv. typ pāhoehoe) a proudy balvanité lávy (tzv. typ ʻaʻā) na ostrově Havaj (fotografie z vrtulníku)